# 周期函数
在数学中，周期函数是無論任何独立变量上經過一个确定的周期之后数值皆能重复的函数。我们日常所见的钟表指针以及月亮的月相都呈现出周期性的特点。周期性运动是系统的运动位置呈现周期性的运动。
对于实数或者整数函数来说，周期性意味着按照一定的间隔重复一个特定部分就可以绘制出完整的函数图。如果在函数{\displaystyle f}中所有的位置{\displaystyle x}都满足
{\displaystyle f(x+T)=f(x)}
那么，{\displaystyle f}就是周期为{\displaystyle T}的周期函数。非周期函数就是没有类似周期{\displaystyle T}的函数。
如果周期函数{\displaystyle f}的周期为{\displaystyle T}，那么对于{\displaystyle f}中的任意{\displaystyle x}以及任意整数{\displaystyle n}，有
{\displaystyle f(x+Tn)=f(x)}
若{\displaystyle T=1}，則{\displaystyle f(x)=f(x+1)=f(x+2)=\cdots }。但是函数周期不一定是满足上述等式的最小值，{\displaystyle T}也可以是{\displaystyle 2}。常見的周期函數有{\displaystyle \sin x}，{\displaystyle \cos x}和{\displaystyle \tan x}等。
一个简单的例子是{\displaystyle f}的小数变量：
{\displaystyle f(0.5)=f(1.5)=f(2.5)=\cdots =0.5}
其中有一些例子是锯齿波、方波以及三角形波。

与的图，二者的周期都是。

三角函数正弦函数与余弦函数都是常见的周期函数，其周期为{\displaystyle 2\pi }。傅立叶级数研究的就将任意的周期函数用合适的三角函数的和来表示。
复数函数可能会有两个不相称的周期，椭圆函数就是类似的函数。

## 通用定义
设{\displaystyle E}为封闭性运算{\displaystyle \color {blue}{+}}上的一个集合，在{\displaystyle E}中周期为{\displaystyle T}的周期函数是满足如下条件的函数{\displaystyle f}集合{\displaystyle F}：
对于{\displaystyle E}中的所有{\displaystyle x}，满足{\displaystyle f(x+T)=f(x)}且{\displaystyle T\neq 0}。
注意：除非{\displaystyle +}是可交换的，否则{\displaystyle T}必须位于右侧。
周期{\displaystyle T}不是唯一的，{\displaystyle T}的所有整数倍都是函数的周期。若最小正週期{\displaystyle T}存在，則稱{\displaystyle T}為函數的基本週期。

## 周期序列
一些自然出现的序列也是周期性的，如一些有理数中的循环小数，因此我们可以说序列中的周期只是通用定义的一种特例。

## 平移对称
如果用周期函数描述一件物体，如用位置的函数表示无限图像的颜色，那么函数的周期性就对应于物体的平移对称。